# رستم دار محلة (دشت سر)
رستم دار محلة (بالفارسية: رستم‌دارمحله) هي قرية تقع في إيران في قسم دشت سر الريفي. يقدر عدد سكانها بـ 18 نسمة .